# Friede auf Erden
Friede auf Erden ist ein US-amerikanischer animierter Kurzfilm von Hugh Harman aus dem Jahr 1939. Der Zeichentrickfilm mit deutlicher Antikriegsbotschaft erschien kurz nach Beginn des Zweiten Weltkriegs und wurde für einen Oscar nominiert.

## Handlung
Weihnachtsabend in einer verschneiten Kleinstadt. Drei Eichhörnchen singen das Weihnachtslied Peace on Earth, Good Will to Men. Ein Eichhörnchenvater hört ihnen zu und geht anschließend nach Hause. Seine Frau strickt, die kleinen Kinder haben geschlafen und sind beim Eintreten des Vaters erwacht. Der wiederholt die Worte „Peace to Earth, Good Will to Men“ und die beiden Eichhörnchenkinder wollen wissen, wer eigentlich die „men“, also Menschen, im Lied sind.
Der Eichhörnchenvater erzählt die Geschichte der Menschen: Sie waren große, stets bewaffnete Wesen, die wegen jedem erdenklichen Grund in Streit gerieten und Kriege führten. Selbst die Vegetarier und Fleischesser bekriegten sich. Er schildert seinen Kindern Kämpfe, stellt Schützen hinter Maschinengewehren nach und berichtet von Bombenabwürfen und Luftkriegen. Auch die letzten beiden Menschen, die nach all den Kriegen übriggeblieben waren, erschossen sich am Ende gegenseitig.
Die Welt war nun ohne Menschen. Die Tiere kamen hervor, darunter auch der Eichhörnchenvater, der zu der Zeit noch ein Kind war. Alle Tiere versammelten sich in einer zerbombten Kirche, wo die Bibel noch aufgeschlagen auf der Kanzel lag. „Du sollst nicht töten“ (Exodus 20,13), las der Uhu daraus vor und alle waren sich einig, dass die Menschheit dieses Buch kaum gelesen hat. Der Uhu blätterte die Bibel um. Er las „Ye shall rebuild the old wastes.“ (dt. „Ihr sollt die alten Trümmer wieder aufbauen“, Jesaja 58,12) und die Tiere errichteten daraufhin Peacetown. Es wurden die Helme der gefallenen Soldaten zu Dächern oder ganzen Häusern umgebaut und Degen dienten als Laternenmasten.
Der Eichhörnchenvater, der in Peacetown lebt, beendet seine Erzählung. Beide Kinder sind in seinen Armen eingeschlafen. Silent Night erklingt, die Eichhörnchenmutter deckt ihre Kinder zu und singt die Zeile „Sleep in Heavenly Peace“ mit.

## Produktion
Friede auf Erden wurde am 9. Dezember 1939 veröffentlicht. Der Trickfilm verkündete seine Antikriegsbotschaft damit kurz vor Weihnachten und kurz nach Ausbruch des Zweiten Weltkriegs, der sich zu der Zeit noch auf Europa beschränkte.
Peace on Earth, good will to men ist eine Neutextung des Weihnachtsliedes Hark! The Herald Angels Sing. Der Eichhörnchenvater, der auch die gesamte Geschichte erzählt, wird im Original von Mel Blanc gesprochen.
MGM brachte 1955 mit Good Will to Men ein Remake von Friede auf Erden heraus, das für einen Oscar nominiert wurde.

## Auszeichnungen
Friede auf Erden wurde 1940 für einen Oscar in der Kategorie „Bester animierter Kurzfilm“ nominiert, konnte sich jedoch nicht gegen Das hässliche Entlein durchsetzen.
Der Nachruf auf Hugh Harman 1982 in der New York Times und andere Quellen schrieben, dass Friede auf Erden 1940 in der Auswahl für den Friedensnobelpreis war. Dieser jedoch wurde während des Zweiten Weltkriegs von 1939 bis 1943 nicht vergeben.